# Агоштон, Петер
Петер Агостон (венг. Ágoston Péter, род. Петер Аугенштейн, Augenstein, псевд. Пал Раб; Rab Pál; 25 марта 1874 г. – 6 сентября 1925 г.) — венгерский социалистический политик и министр иностранных дел в 1919 году. Также известен как правовед и переводчик, состоял в масонской ложе.

## Биография
Публиковал статьи для газет Világ, Népszava, Huszadik század и Szocializmus. После революции астр 1918 года стал председателем национального совета в Ораде. Позднее, в 1919 году, он стал правительственным комиссаром-главой округа Бихар. С 1 января он был профессором юридического факультета Будапештского университета. В кабинете Денеша Беринкеи он занимал пост статс-секретаря внутренних дел с 20 февраля по 20 марта.  
Во времена Венгерской Советской Республики с марта по апрель 1919 года он был заместителем народного комиссара иностранных дел, в апреле-июне — одним из наркомов иностранных дел вместе с Белой Куном и Йожефом Поганем. В ходе своей дипломатической деятельности он пытался наладить связи с державами Антанты и с этой целью вёл переговоры с представителями Антанты в Вене и Будапеште, в ходе которых обсуждалось формирование приемлемого для них правительства. 
Во время Коммуны он также был членом президиума Будапештского центрального революционного рабочего и солдатского совета, а с 24 июня и до падения диктатуры официально был народным комиссаром юстиции, однако Золтан Ронаи исполнял его обязанности заместителя народного комиссара внутренних дел. 1 августа было сформировано правительство Дьюлы Пейдля, и он был его министром иностранных дел до 6 августа (назначен по прямой просьбе Антанты), но вскоре кабинет пал после контрреволюционного переворота под руководством Иштвана Фридриха. 
После свержения Венгерской Советской Республики арестован 15 ноября 1920 года и приговорен к смертной казни на процессе наркомов в декабре 1920 года, но был передан СССР в рамках обмена пленными. В феврале 1922 года он прибыл в Москву, где стал известен как Пал Раб, откуда в 1924 году отправился в Лондон и, наконец, прибыл в Париж. 
В эмиграции переводил труды социалистических авторов (Фридриха Энгельса, Карла Каутского, Франца Меринга и Августа Бебеля) на венгерский. В своих юридических и исторических трудах он пытался применять принципы исторического материализма, пусть и в несколько вульгаризированном виде. Он вёл ожесточенные интеллектуальные баталии с консервативными представителями юриспруденции и некоторое время участвовал в работе всех научных организаций, в которых видел возможность распространять идеи модернизации и реформ. 7 сентября 1925 года умер от инсульта.